# Rue des Pêcheries
La rue des Pêcheries est une artère bruxelloise située sur les communes d'Auderghem et de Watermael-Boitsfort.

## Situation et accès
La rue commence sur le territoire de la commune de Watermael-Boitsfort au carrefour de l'avenue du Martin-Pêcheur, la rue des Bégonias, l'avenue de Tercoigne et l'avenue de la Héronnière.

À partir du carrefour suivant, soit avec la rue des Néfliers, la rue est à cheval sur le territoire de la commune de Watermael-Boitsfort (du côté impair) et la commune d'Auderghem (du côté pair). La rue des Pêcheries continue en laissant du côté pair, l'avenue de la Tanche et l'avenue du Gardon pour ensuite longer l'étang des Pêcheries.  Un peu avant l'avenue de Beaulieu elle est entièrement sur le territoire de la commune d'Auderghem et elle se termine au carrefour avec l'avenue de la Houlette et la chaussée de Watermael.
Sur une longueur totale d'approximativement 770 m, 570 m sont situés sur le territoire de Watermael-Boitsfort.
| ___ | Ce site est desservi par la station de métro : Demey. |

## Origine du nom
La voie doit son nom aux nombreux étangs de pêche existants à cet endroit.

## Historique
Cette rue apparaît sur la carte de Ferraris (1771) comme liaison entre Watermael et Auderghem.
Dans l’Atlas des Communications Vicinales (1843), elle porte le n° 4 et est  nommée Diepeweg formant plus tard la limite entre Auderghem et Watermael-Boitsfort.
Lorsqu’Auderghem accéda à l’autonomie en 1863, ce chemin doit avoir pris le nom de chaussée de Watermael. Il se prolongeait jusqu’à l’actuelle chaussée de Boitsfort, à Watermael-Boitsfort, où il portait le même nom.
Au début du XXe siècle, Watermael-Boitsfort rebaptisa les tronçons de cette très longue voie. Une partie s’appellera Dries, une autre rue du Bien-Faire, une troisième rue des Pêcheries avec pour conséquence que, dans la partie commune avec Auderghem, les deux trottoirs s’appelaient différemment.
En mai 1942, afin de mettre une fin au chaos, Auderghem décida de rebaptiser la partie de la chaussée de Watermael s’étendant de l’avenue de la Houlette à la rue des Néfliers en rue des Pêcheries, nom imposé sans nulle concertation par Watermael-Boitsfort.

## Bâtiments remarquables et lieux de mémoire

### Quartier des Pêcheries
Le quartier qui englobe l'ancien Kasteelveld, avec la Watermaelbeek et les étangs de la Pêche Royale s'appelle le quartier des Pêcheries. 
Il est essentiellement composé des parcs de tours construites par Etrimo. 
Il se compose des rues bordant la rue des Pêcheries, de la Héronnière et du Martin Pêcheur et s'étend de l'avenue de la Houlette à Auderghem d'une part jusqu'à la gare de Watermael et la Place Eugène Keym d'autre part.

### Abords

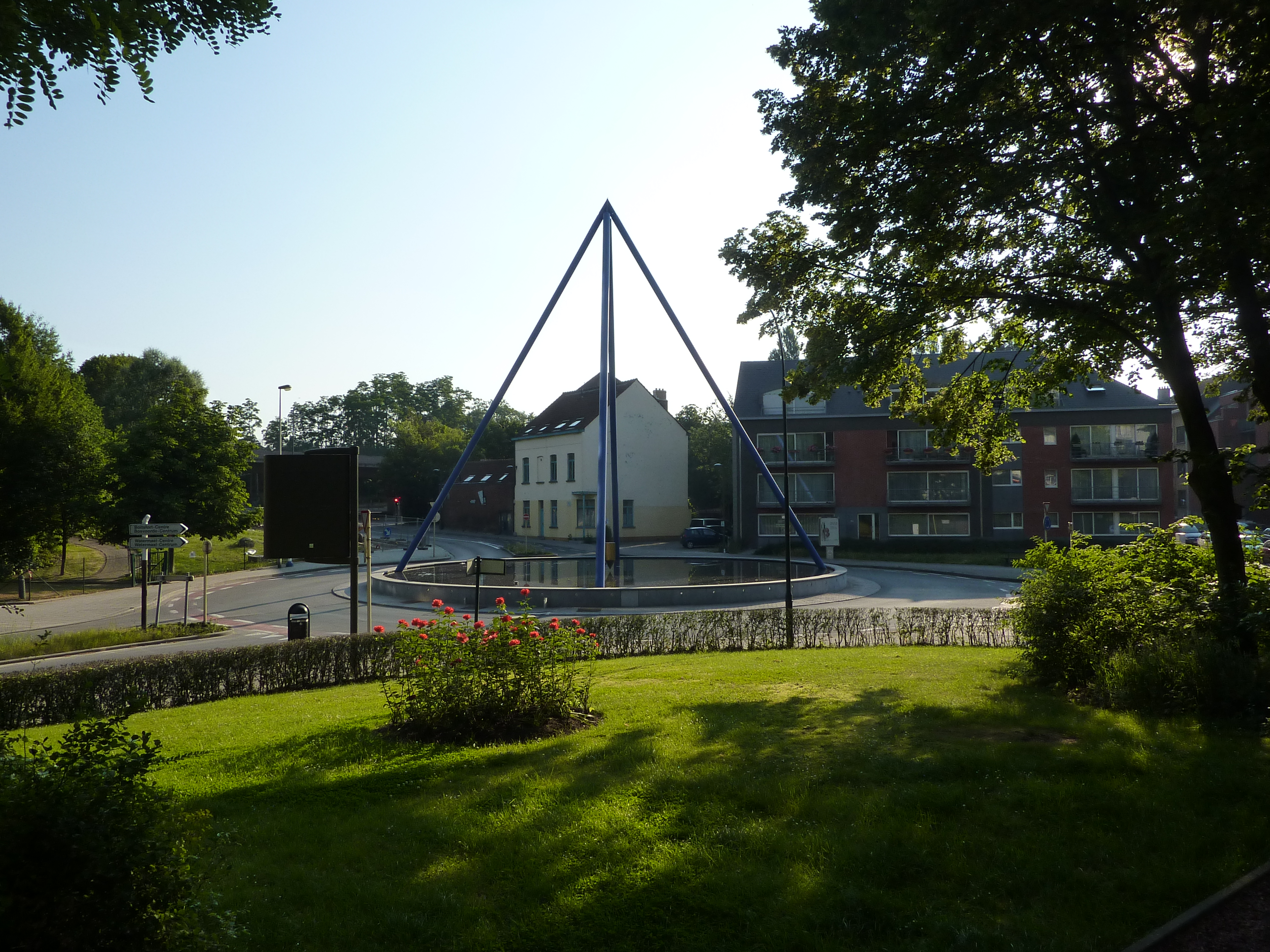
Rond-point au croisement de la rue des Pêcheries et de l'avenue de la Houlette

Au XVIIe siècle, le chevalier Corneille de Man, seigneur des deux Lennik, y construisit une résidence qui fut nommée château de Watermael, sise à proximité du coin des rues des Pêcheries et des Néfliers, vers Auderghem. 
Près de l’actuelle avenue de Beaulieu se trouvait le Hof ter Linden dont les terres s’étendaient en partie sur le territoire actuel d’Auderghem. Ce bien est mentionné sur la carte dessinée par L. Van Werden (1659) et devint avec le temps la propriété de diverses familles par voie d’héritage. En 1835, il fut vendu à Théodore Verhaegen, bourgmestre de Watermael-Boitsfort et donc aussi d’Auderghem. Sa fille Marie-Anne épousa Adolphe le Hardÿ de Beaulieu et hérita du Kasteelveld à la mort de son père, en 1862. 
La petite ferme, démolie en 1972 pour faire place aux actuels immeubles à appartements, faisait partie du domaine ‘t Hof ter Linden.

### Œuvres d'art
- L’oeuvre de Guy Bauclair titrée “Pensée verticale“ est installée au centre du rond-point au croisement de la rue des Pêcheries et de l’avenue de la Houlette. Elle reprend le principe du Pendule de Foucault.